# Magitang (häradshuvudort i Kina, Qinghai Sheng, lat 35,94, long 102,03)
Magitang (kinesiska: 尖扎, 尖扎县) är en häradshuvudort i Kina. Den ligger i provinsen Qinghai, i den nordvästra delen av landet, omkring 81 kilometer söder om provinshuvudstaden Xining. Antalet invånare är 55 325. Befolkningen består av 27 500 kvinnor och 27 825 män. Barn under 15 år utgör 25,0 %, vuxna 15-64 år 68 %, och äldre över 65 år 6,0 %.
Runt Magitang är det ganska glesbefolkat, med 42 invånare per kvadratkilometer. Magitang är det största samhället i trakten. Trakten runt Magitang består i huvudsak av gräsmarker.
Genomsnittlig årsnederbörd är 574 millimeter. Den regnigaste månaden är juli, med i genomsnitt 144 mm nederbörd, och den torraste är december, med 2 mm nederbörd.